# Ennometes obscurus
Ennometes obscurus là một loài bọ cánh cứng trong họ Callirhipidae. Loài này được Pic miêu tả khoa học đầu tiên năm 1928.